# Saudi Electricity Company
Saudi Electricity Company est une entreprise étatique saoudienne de production et de distribution d’électricité. Elle est fondée en 2000 par la fusion d’entreprises régionales. 